# Effi Briest (film)
Effi Briest (Fontane - Effi Briest oder: Viele, die eine Ahnung haben von ihren Möglichkeiten und Bedürfnissen und trotzdem das herrschende System in ihrem Kopf akzeptieren durch ihre Taten und es somit festigen und durchaus bestätigen) è un film tedesco del 1974, diretto da Rainer Werner Fassbinder tratto dal romanzo omonimo di Theodor Fontane del 1894.

## Trama
Germania, fine '800. Ai coniugi Briest, piccolo borghesi di campagna, non sembra vero quando il maturo barone von Instetten chiede la mano della loro figlia Effi, appena sedicenne. Pur se combattuti dal grande divario di età, i Briest decidono di acconsentire al matrimonio pensando ai grandi benefici che il ricco nobile, prefetto in un distretto in Pomerania, potrà garantire loro e ad Effi. Sulle prime il matrimonio sembra funzionare alla perfezione anche se la sensibile Effi inizia ad avvertire il peso della solitudine nella grande villa del barone che a volte le appare come una prigione dorata. Instetten, da parte sua, pur colmandola di premure è geloso e possessivo. Effi intanto conosce casualmente l'affascinante maggiore Crampas e tra i due nasce una relazione che, al momento, passa inosservata.
Solo sei anni più tardi, quando è già nata Annie, una sfortunata circostanza fa sì che il barone apprenda da alcune lettere indirizzate da Crampas alla moglie quello che è successo. Ferito nella propria dignità, il barone impone al maggiore la sia pur tardiva riparazione. Così lo uccide in duello e ripudia Effi sottraendole anche la piccola Annie. Respinta dalla madre, Effi, malata di tubercolosi, si riduce dapprima a vivere con i propri mezzi in una modesta pensione, assistita solo dalla fedele ex cameriera Roswitha. Dinanzi al peggiorare delle condizioni di salute della figlia, la madre, colta da rimorso, si decide finalmente a riaccoglierla in casa, ma è ormai tardi. Effi muore nella sconfortata solitudine per aver tentato di ribellarsi ad un destino impostole.

## Riconoscimenti
Il film ha vinto l'Interfilm Award nel 1974 al festival di Berlino ed è stato candidato per l'orso d'oro. È stato inoltre inserito dal The New York Times nella lista dei migliori 1000 film mai realizzati.